# Нампоро
Нампоро (яп. 南幌町 Нампоро-тё:) — посёлок в Японии, находящийся в уезде Сорати округа Сорати губернаторства Хоккайдо. Площадь посёлка составляет 81,49 км², население — 8178 человек (30 июня 2014), плотность населения — 100,36 чел./км².

## Географическое положение
Посёлок расположен на острове Хоккайдо в губернаторстве Хоккайдо. С ним граничат города Ивамидзава, Китахиросима, Эбецу и посёлок Наганума.

## Население
Население посёлка составляет 8178 человек (30 июня 2014), а плотность — 100,36 чел./км². Изменение численности населения с 1980 по 2005 годы:
| 1980 | 5444 чел. |  |
| 1985 | 5755 чел. |  |
| 1990 | 5665 чел. |  |
| 1995 | 9020 чел. |  |
| 2000 | 9792 чел. |  |
| 2005 | 9564 чел. |  |

## Символика
Деревом посёлка считается тис остроконечный, цветком — рододендрон.